# Красная Яблонька
Кра́сная Я́блонька — посёлок в Сапожковском районе Рязанской области, Россия. Население менее 100 человек. Расположен на реке Пара в 16 км северо-восточнее районного центра — пос. Сапожок. Входит в состав Березниковского сельского поселения. Вокруг посёлка — лесные массивы. Территория посёлка подверглась радиоактивному загрязнению вследствие аварии на Чернобыльской АЭС.

## Население
| 2010 |
| ---- |
| 24   |